# Жегларци
Жегларци (до 1942 г. Ому̀рфакъ) е село в Североизточна България. То се намира в община Тервел, област Добрич.

## Население
Преброяване на населението през 2011 г.
Численост и дял на етническите групи според преброяването на населението през 2011 г.:
|                     | Численост | Дял (в %) |
| Общо                | 880       | 100,00    |
| Българи             | 251       | 28,52     |
| Турци               | 458       | 52,04     |
| Цигани              | 0         | 0,00      |
| Други               | 0         | 0,00      |
| Не се самоопределят | 0         | 0,00      |
| Неотговорили        | 170       | 19,31     |

## Редовни събития
Съборът на селото се провежда на 24 май с честване на главния площад и различни събития.

## Личности
Родени в Жегларци
- Жеко Попов (1942 – 2016), български историк